# 瓜德罗普共产党
瓜德罗普共产党（法語：Parti Communiste Guadeloupéen），简称瓜共（PCG），是瓜德罗普的一个共产主义政党。该党于1958年3月30日在卡佩斯泰尔贝洛成立，前身是法国共产党瓜德罗普联合会。该党曾长期作为瓜德罗普第一大党。1991年，受苏东剧变影响，该党分裂出瓜德罗普进步民主党，导致该党实力显著下降。该党出版报纸《火花》。